# 154. strelska divizija (ZSSR)
154. strelska divizija (izvirno rusko 154. стрелковая дивизия; kratica 154. SD) je bila strelska divizija Rdeče armade v času druge svetovne vojne.

## Zgodovina
Divizija je bila ustanovljena leta 1941 v Uljanovsku in bila oktobra 1942 preoblikovana v 47. gardno strelsko divizijo.
Ponovno je bila ustanovljena maja 1943 v Rževu.